# Сельское поселение «Посёлок Бабынино»
Сельское поселение «Посёлок Бабынино» — муниципальное образование в составе Бабынинского района Калужской области России.
Центр — посёлок Бабынино.

## Население
| 2010  | 2012  | 2013  | 2014  | 2015  | 2016  | 2017  |
| ----- | ----- | ----- | ----- | ----- | ----- | ----- |
| 3788  | ↘3648 | ↘3555 | ↘3465 | ↘3393 | ↘3331 | ↘3293 |
| 2018  | 2019  | 2020  | 2021  |       |       |       |
| ↘3255 | ↘3221 | ↘3215 | ↗3885 |       |       |       |

## Состав
В поселение входят 2 населённых места:
| № | Населённый пункт | Тип населённого пункта | Население |
| - | ---------------- | ---------------------- | --------- |
| 1 | Бабынино         | посёлок                | ↗3823     |
| 2 | Слобода          | деревня                | ↘62       |